# Obvodní soud pro Prahu 10
Obvodní soud pro Prahu 10 je okresní soud se sídlem v hlavním městě Praze a s působností pro vymezenou část hlavního města, jehož odvolacím soudem je Městský soud v Praze. Rozhoduje jako soud prvního stupně ve všech trestních a civilních věcech, ledaže jde o specializovanou agendu (nejzávažnější trestné činy, insolvenční řízení, spory ve věcech obchodních korporací, hospodářské soutěže, duševního vlastnictví apod.), která je svěřena městskému soudu.
Soud se nachází v Justičním areálu Na Míčánkách mezi ulicemi 28. pluku, U Roháčových kasáren, Ruská a Na Míčánkách ve Vršovicích. Zde sídlí společně s Obvodním soudem pro Prahu 4, Obvodním soudem pro Prahu 6, Obvodním soudem pro Prahu 8, Obvodním soudem pro Prahu 9, Obvodním státním zastupitelstvím pro Prahu 4, Obvodním státním zastupitelstvím pro Prahu 6, Obvodním státním zastupitelstvím pro Prahu 8, Obvodním státním zastupitelstvím pro Prahu 9 a Obvodním státním zastupitelstvím pro Prahu 10.

## Soudní obvod
Obvod Obvodního soudu pro Prahu 10 se shoduje s obvodem Praha 10, patří tedy do něj území těchto městských částí:
- Praha 10
- Praha 15
- Praha 22
- Praha-Benice
- Praha-Dolní Měcholupy
- Praha-Dubeč
- Praha-Kolovraty
- Praha-Královice
- Praha-Křeslice
- Praha-Nedvězí
- Praha-Petrovice
- Praha-Štěrboholy

Na území tohoto obvodu žilo a do působnosti obvodního soudu tak ke konci roku 2024 spadalo 194 505 obyvatel.